# Boris Șahlin
Boris Șahlin (în ucraineană Борис Шахлин; n. 27 ianuarie 1932, Ishim, Regiunea Tiumen, Rusia – d. 30 mai 2008, Kiev, Ucraina) a fost un profesor universitar ce a reprezentat Uniunea Republicilor Sovietice Socialiste, medaliat olimpic. A participat la 3 ediții ale Jocurilor Olimpice (1956, 1960, 1964) în care a câștigat 7 medalii de aur, 4 medalii de argint și două medalii de bronz.